# In These Eyes
In These Eyes è il terzo album da solista del musicista statunitense Robert Berry, il secondo su CD, pubblicato dalla Cirrus Moon Records (catalogo CMRB 94002) nel 1994.

## Tracce
Testi e musiche di Robert Berry.
1. Second Chance – 3:54
2. Heartache – 5:51
3. The Weapon – 4:07
4. In These Eyes – 4:12
5. The Otherside – 5:39
6. Right or Wrong – 3:13
7. Dirty World – 4:14
8. Private Lives – 4:04
9. You Ain't Got Me – 5:06
10. Freedom Fools – 3:02
11. Tender Touch – 4:06
12. Roller Coaster – 6:40

## Musicisti
- Robert Berry – basso, voce solista
- Rob Fowler – chitarra, voce
- Paul Keller – chitarra, voce [1]
- Mike Wible – tastiere, voce
- Preston Thrall – batteria, percussioni